# Cimera del Rey de Aragón

Cimera del Rey de Aragón, instituida por Pedro IV el Ceremonioso.

La Cimera del Rey de Aragón, Cimera Real, Cimera del dragón es un emblema heráldico que ornamenta la Señal Real de Aragón en algunas de sus representaciones. Se figura como una vibra o dragón sumado a un conjunto llamado cimera, que es dispuesto en la parte superior de la representación del blasón y que tiene en su origen la significación de emblema personal (empresa o divisa) del rey Pedro el Ceremonioso. 
Según Guillermo Fatás Cabeza, se trata de un emblema parlante que representa un mote o lema con la equivalencia entre «dragón» y «d'Aragón», que aludía a la dignidad real en las tierras y pueblos del rey de Aragón, habitualmente llamados entre los siglos XII y XIV «Casal d'Aragón» y, desde la última década del siglo XIII, también Corona de Aragón.

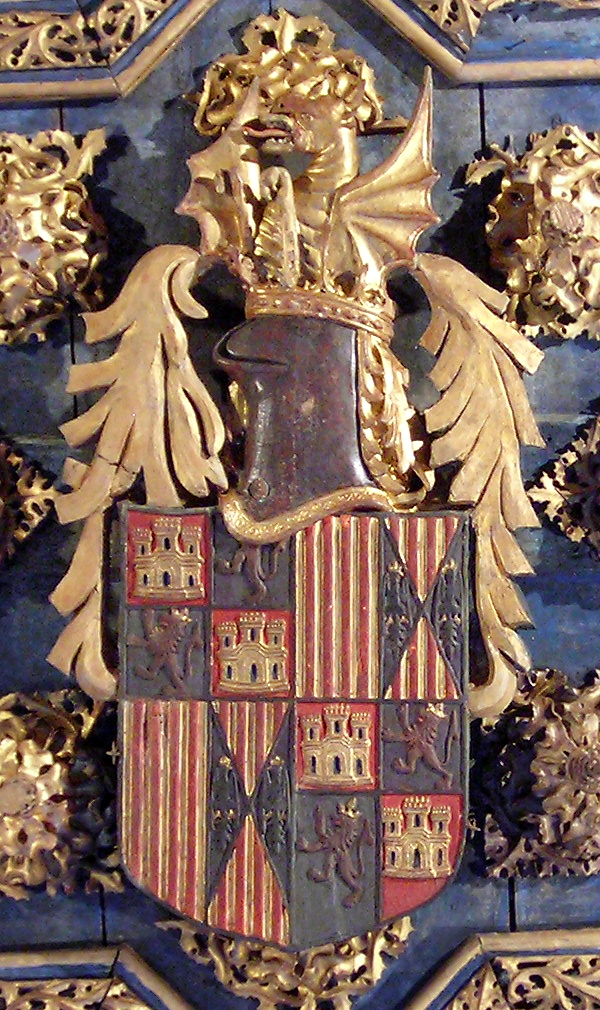
Armas de Fernando II de Aragón y V de Castilla timbrado con yelmo, corona real abierta y cimera de dragón en el Palacio de los Reyes Católicos de La Aljafería (1492).

Posteriormente pasó a ser símbolo de la realeza de la Corona de Aragón y finalmente símbolo de la autoridad vinculada a la monarquía en todos los territorios en los que ejerció su poder. 

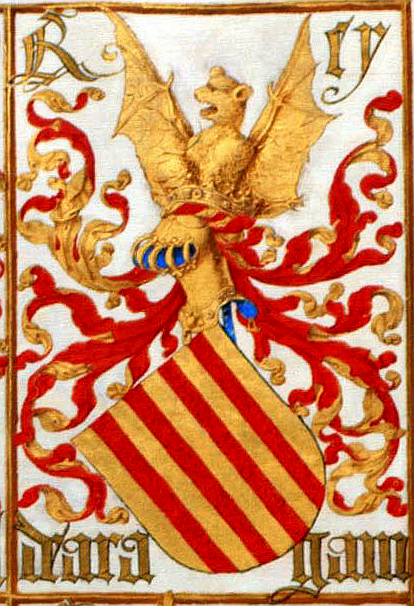
Armas del Rey de Aragón en Antonio Godinho, Libro da Nobreza e Perfeiçao das Armas, c. 1522.

Se postula que es el elemento originario que daría pie a la posterior representación heráldica del rat-penat (murciélago en catalán). Esta confusión ya acontece en algunas obras del siglo XVI, como el Livro da Nobreza e Perfeiçam das Armas del heraldista portugués António Godinho.
En la terminología heráldica al uso, la cimera es un ornamento que se añade a la representación del blasón o escudo de armas en su parte superior (timbre) y que comenzó a usarse como insignia personal del portador del escudo para diferenciar su uso. En el caso de las armas completas de Pedro IV el Ceremonioso se trataría, en el más conocido de sus diseños heráldicos, de un escudo timbrado de yelmo con corona real abierta, mantelete con Cruz de Íñigo Arista y cimera en forma de dragón alado.

Escudo de la Comunidad Valenciana (DOGV 211, de 13 de diciembre de 1984), basado en la heráldica del monarca Pedro el Ceremonioso, en el cual puede observarse la cimera del rey de Aragón.

A partir de su utilización por parte de Pedro IV de Aragón, el emblema que apareció como divisa personal, fue usado como expresión de la dignidad real por sus sucesores. Ejemplo de su uso podría ser el blasón de la ornamentación del alfarje de una de las salas del Palacio de los Reyes Católicos de la Aljafería, construido por mandato de Fernando II de Aragón y V de Castilla entre 1488 y 1492.